# 1996年アトランタオリンピックのインド選手団
1996年アトランタオリンピックのインド選手団（1996ねんアトランタオリンピックのインドせんしゅだん）は、1996年7月19日から8月4日にかけてアメリカ合衆国のジョージア州アトランタで開催された1996年アトランタオリンピックのインド選手団、およびその競技結果。

## 概要
今大会は銅メダル1個を獲得した。

## メダル
| メダル | 選手名             | 競技   | 種目           |
| ------ | ------------------ | ------ | -------------- |
| 銅     | リーンダー・パエス | テニス | 男子シングルス |